# Sistema nerviós somàtic
El sistema nerviós somàtic és aquella part del sistema nerviós perifèric capaç de ser controlada pel mateix organisme a voluntat. Just el contrari que el sistema nerviós autònom.
Està compost per: 
- Nervis cranials: aquests són els que envien informació sensorial procedent del coll i el cap cap al sistema nerviós central. Reben ordres motrius per al control de la musculatura esquelètica del coll i el cap
- Nervis espinals, que són els que envien informació sensorial (tacte, dolor) del tronc i les extremitats cap al sistema nerviós central a través de la medul·la espinal. També envien informació de la posició i l'estat de la musculatura i les articulacions del tronc i les extremitats a través de la medul·la espinal. Reben ordres motrius des de la medul·la espinal per al control de la musculatura esquelètica.

## Transmissió de senyals nerviosos
El sistema nerviós somàtic controla tots els sistemes musculars voluntaris del cos, a excepció dels músculs dels arcs reflexos .
La via bàsica del senyal nerviós del sistema nerviós somàtic eferent implica una seqüència que comença als cossos cel·lulars de les motoneurones superiors del gir cerebral precentral (aproximadament l’escorça motora primària). Els estímuls del gir precentral es transmeten des de les motoneurones superiors i baixen pels axons del tracte corticoespinal per controlar els músculs esquelètics (voluntaris). Aquests estímuls es transmeten des de les motoneurones superiors a través de la banya anterior de la medul·la espinal i se sinapsia amb els receptors sensorials de les motoneurones alfa (el granmotoneurones inferiors) del tronc cerebral i de la medul·la espinal.
Les motoneurones superiors alliberen el neurotransmissor acetilcolina al brot terminal dels seus axons, que és rebut pels receptors nicotínics de les motoneurones alfa. Al seu torn, les motoneurones alfa transmeten l'estímul, alliberant acetilcolina al seu axó terminal, que és rebuda pels receptors postsinàptics (receptors nicotínics d’acetilcolina) de la placa motora dels músculs, provocant la contracció muscular.